# Urospora penicilliformis
Espèce
Urospora penicilliformis est une espèce d'algues vertes de la famille des Ulotrichaceae.